# はだしのゲン
『はだしのゲン』は、中沢啓治による日本の漫画、およびそれを原作とした実写映画、アニメ映画、テレビドラマ。中沢自身の原爆による被爆体験を基にした自伝的な内容である。
戦中戦後の激動の時代を必死に生き抜こうとする主人公・中岡ゲンの姿が描かれている。
当初は『週刊少年ジャンプ』（集英社）において約1半年連載された。その後は1975年から連載再開した。連載先が変わっていき、革新市民団体雑誌の「市民」（1975 - 76年）、日本共産党中央委員会の「文化評論」（1977 - 80年）を経て、1982年から1987年まで日教組の機関誌「教育評論」において連載された。

## 概要

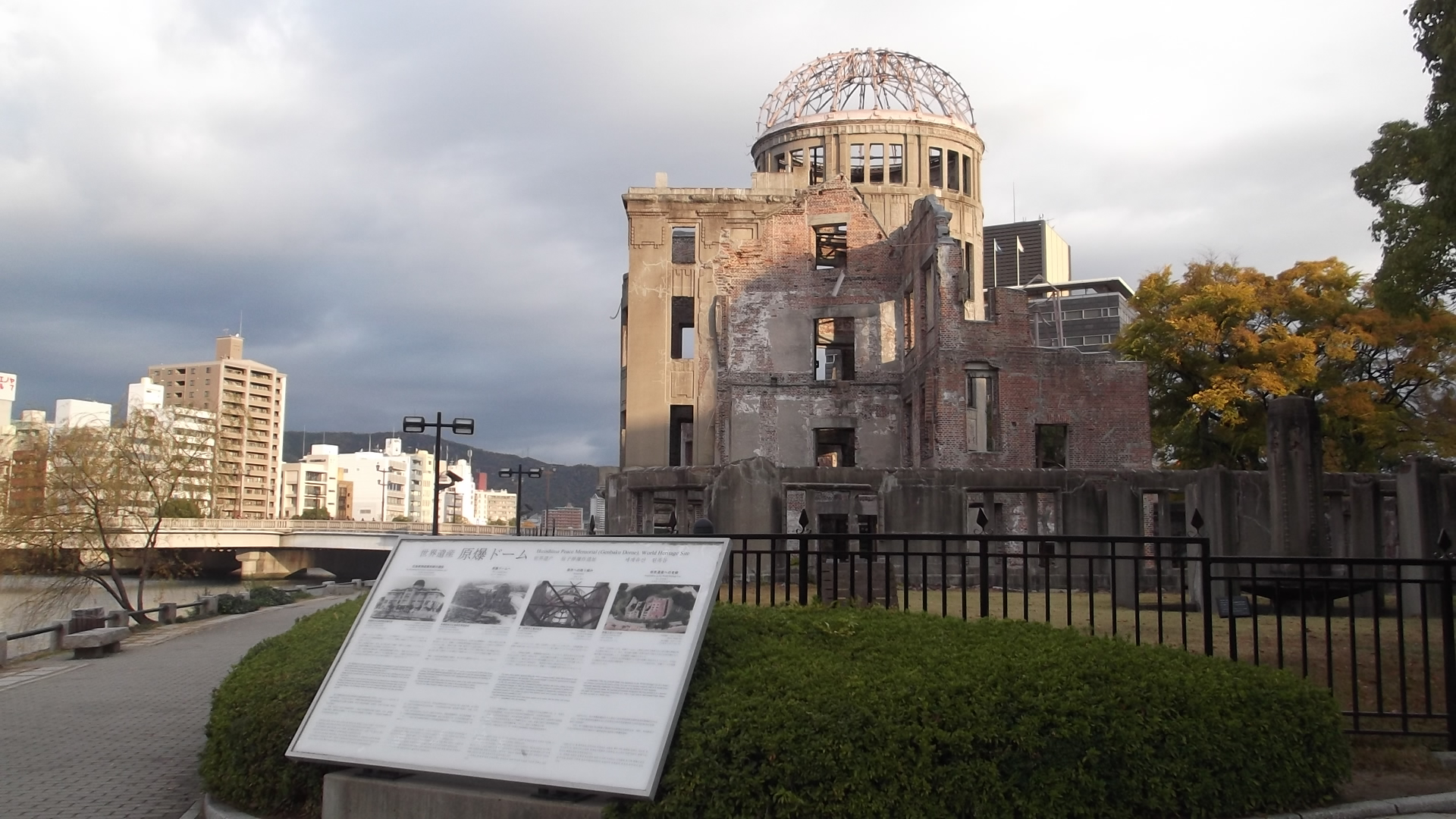
原爆ドーム（2012年11月撮影）

自伝的な作品で、作中のエピソードの多くも中沢が実際に体験したことである。作者は当作を反戦漫画として描きたかったのではなく、それ以上に「踏まれても踏まれても逞しい芽を出す麦になれ」という「生きること」への肯定の意味を込めて「人間愛」を最大のテーマとして描いていた。
母親を火葬した際に骨が残らなかった、という作中にもあるエピソードが、中沢に広島原爆の被爆を題材とした漫画を描かせるきっかけとなった。
発表分の末期は終戦から何年も過ぎた戦後の内容となっており、昭和天皇に対する批判やアメリカ軍およびアメリカ合衆国に対する批判、警察予備隊（後の陸上自衛隊）発足に対する批判する内容も含んでいる。ただし、その時期の話にも原爆の傷痕は根強く描かれている。
時代考証の間違いや左派的な主張をはじめ、作品の内容、表現などについて様々な意見があるが、作者の中沢の実体験に基づく原爆の惨禍や当時の時代背景・世相風俗を表現していながら、エンターテインメントとしても読ませる作品として国内外での評価は高く、映画・ドラマ・アニメ・ミュージカル・絵本・講談化もされている。2010年6月調査のgooランキング「読んでおきたい日本史モノマンガランキング」の第1位に選ばれた。
2007年5月30日からウィーンで開催された核拡散防止条約（NPT）運用検討会議の第1回準備委員会で、日本政府代表団は、本作の英訳版を加盟国に配布することになった。外務省が英語版30冊を出版社から譲り受け、今後も「漫画外交」を活発に展開させる予定と報じられた。
2018年9月時点で累計発行部数は1000万部を突破している。

## 作品史

### 『週刊少年ジャンプ』
1972年10月号に『別冊少年ジャンプ』（集英社）の漫画家自伝企画の第2弾として掲載された、中沢の自伝的漫画『おれは見た』を基に、脚色を交えて『週刊少年ジャンプ』（集英社）1973年25号から連載が始まった。中沢は自分の思いを完全に伝えるため、妻を除いて専属のアシスタントを一切使わずに描き上げた。
『週刊少年ジャンプ』は当時既にアンケート至上主義、すなわち読者アンケートの結果による人気番付を重視しており、アンケートによる人気番付が低い状態が続けば即打ち切りのスタイルを取っていた。人気作品が連載されている中で『はだしのゲン』は一定の人気は保っていたものの、当時の子どもへの受けはあまりよいものとは言えなかった。しかし当時のジャンプ編集長であった長野規は自らアンケート至上主義を打ち立てながらも中沢が望めば紙面を割くなどして全面的にバックアップし、1年以上の連載を続けることができていた。しかし、折しもオイルショックの紙不足によって『ジャンプ』の全体のページ数が減らされ、連載後期はたびたび休載を余儀なくされる。その後、それまで『ゲン』のサポートを続けてきた長野の栄転により、1974年39号にて連載は終了。この連載終了について、担当編集者だった山路則隆は「中沢は連載当初に予定していた所期の目的を達成できたため、一度連載を終了させた」と証言しており、中沢は『ゲン』の後はまったく路線の違うエンターテインメント作品の連載を希望していたという。中沢自身は前記のページ数減少により、描きたいことが十分描けなくなったことを連載終了の要因として挙げている。そのため、打ち切りではないと証言されている。
巻頭カラーは第1話のみで、アンケートで選ばれた上位10人が読み切り掲載権を獲得する1974年度のジャンプ愛読者賞では20人中13位と選に漏れた。
当初、集英社は単行本の発刊を見送った。この背景について、前記の山路則隆はその当時は連載漫画はよほど人気がなければ単行本化する状況にはなく、本作は連載時の人気が非常に高いとはいえなかった（ので単行本化の対象とならなかった）と述べている。中沢自身は（伝聞として）単行本化の話はあったが、上層部が「連載ならよいが単行本になると社名に傷がつく」という理由で出なかったと記している。また、『週刊少年ジャンプ』では、1970年に連載した『オキナワ』が単行本発売の予告まで出しながら、土壇場で発売中止になっていた。
作品として続く可能性が絶たれたかに見えた本作に、朝日新聞記者だった横田喬が「原爆について知りたい」と興味を示して中沢の自宅を訪れ、生原稿にすべて目を通した上で、記事として取り上げることになった。だが、本がなければ新聞に載せても読まれないという理由から、横田が探し出して紹介した汐文社による単行本の刊行が決まる。中沢自身は汐文社は漫画評論家の石子順からの紹介だったと記している。また、汐文社の初代担当編集者だった堀尾眞誠は、『赤旗』日曜版連載だった『チンチン電車の歌』の単行本化を考えていたが、1975年1月に中沢宅を訪れた際、宙に浮いていた『はだしのゲン』の刊行を打診されたと回顧している。
1975年3月18日付の朝日新聞夕刊社会面に「原爆劇画、単行本に」と題した横田の記事が掲載され、2カ月後の5月に汐文社版全4巻の単行本が刊行された。この記事と単行本により、本作は大きく注目を集めたが、発売後は漫画専門の出版社ではなかったこともあり、販路の確保に苦戦。8月末の時点では返品の山となっていた。しかし、本作に感銘を受けた保守系国会議員有志の働きかけもあり、フジテレビ系のワイドショー『3時のあなた』で紹介されたことから、一転、売れ始めた。当時「漫画は低俗なもの」とされていたにもかかわらず大江健三郎の激賞を浴び、その後は『ジャンプ』の主な読者層であった少年のみならず、大人の間においても浸透し、ベストセラーとなる。また、これも横田の紹介により、『市民』誌にて続編が連載されることとなる。
ジャンプ掲載分では、1974年3月25日号から同年4月15日号まで「麦っ子たち はだしのゲン戦後編」（むぎっこたち はだしのゲンせんごへん）のタイトルで掲載されていた。

### 『市民』
週刊少年ジャンプでの終了の翌年である1975年から「連載再開」の連載先となった。しかし、『市民』誌は革新の中での無党派を謳った雑誌であったため、支持基盤が磐石ではなく、「戦後編」第11話を掲載した1976年8月号をもって休刊となった。
その後、日本共産党系の論壇誌である『文化評論』に連載の場を移す。

### 『文化評論』
日本共産党系出版社である新日本出版社が出版している文化評論が、1977年から1980年までの連載先となった。
日本共産党は核兵器の全面的な禁止を訴える論調をとることとなり、「はだしのゲン」の連載はその格好の宣伝材料となり、激動編全26話、自立編全34話中6話が連載された。しかし、なぜか自立編の途中で「ゲン」は打ち切りとされた。このため、当時掲載されていた『自立編』は、文化評論連載分（計6話）が「第一部」、教育評論連載分（計28話）が「第二部」と分けられている。

### 『教育評論』
1980年の文化評論での終了後、1982年4月から日教組の機関紙『教育評論』で連載再開された 。学校への漫画持ち込みを厳禁とする教師が多い中、日教組機関紙連載作品ということもあり、傘下労組加盟教師らは「はだしのゲン」は認める傾向にあった。そのため、校内で堂々と読める唯一の漫画となった。その結果、1980年代の子供達の間に「ゲン」が広く浸透することとなる。自立編第二部全28話、青春編全11話を連載し、1987年に教育評論での「第一部 完」をもって、連載は終了した。作者の健康状態の悪化のため、第二部は断念された。

### コミック版・区分
読売新聞系列の出版社・中央公論新社発行の中公文庫コミック版および金の星社発行の完全版（いずれも全7巻）では、『週刊少年ジャンプ』掲載分を第一部、以降のシリーズを第二部に区分している。
汐文社では愛蔵版を10巻まで発行している。汐文社愛蔵版では区別はされていないが、第1巻 - 第4巻が第一部、第5巻 - 第10巻までが第二部である。これらの違いは以下の通り。
- 第一部は掲載当時の各回ごとの扉絵を掲載せず、そのまま話を一つにつなげていたため、同じシーンの繰り返しが多い。またジャンプ・コミックスではお約束の、単行本各巻ごとのサブタイトルも、汐文社版の第一部の分にはある。
- 第二部は第一部から年月が経っているため作風が変わり、セリフの活字が大きめになっており、また描き下ろしであるため、同じシーンの繰り返しがない。

第10巻の最終ページには「第一部 完」と書かれており、東京を舞台とした「第二部」も予定されていた。しかし2000年代に入ってから患っていた糖尿病からくる白内障が悪化、2009年9月15日「視力が低下し、細かいコマが書けなくなった」として続編執筆の断念を正式に発表した。中沢は闘病中も執筆への意欲は失わず、2話分の下描きまで完了させており出版の具体的な予定も決まっていたという。第二部のメインテーマは被爆者差別だった。
「はだしのゲン」の原画は1994年に広島平和記念資料館の東館開館を機に市に寄託されていたが、2009年12月8日、中沢は所有するすべての漫画の原画なども資料館に寄贈し、合わせて所有権を市に移すと発表した。その中には幻となった第二部の原画も含まれている。
現存する第二部の原画全32ページ分は、2013年に刊行された『「はだしのゲン」創作の真実』（中央公論新社）に、すべて写真で掲載された。

## 連載誌と各連載期間
連載誌の情報は『デジタル大辞泉プラス』を参照。
- 1973年第25号 - 1974年第39号 - 『週刊少年ジャンプ』
- 1975年9月号 - 1976年8月号 - 『市民』（左派系オピニオン雑誌）
- 1977年7月号 - 1980年3月号 - 『文化評論』（日本共産党中央委員会の発行誌）
- 1982年4月号 - 1987年2月号 - 『教育評論』（日教組機関紙[4]）

## 登場人物
ゲンの家族の「中岡」の姓は、ゲンの父親大吉（中沢の父親がモデル）と同様に「生まれ変わった日本」を見ないまま坂本龍馬とともに暗殺された中岡慎太郎に因んでいる。ゲンの名前は「生きること」への肯定の思いを込めて「元気」の「元」から名付けられた。特高警察に父親が連れていかれて拷問されるところや姉が盗みの疑いをかけられて裸にされるシーンは実話である。

## あらすじ
物語は、広島県広島市舟入本町（現在の広島市中区舟入本町）に住む国民学校2年生の主人公・中岡元（なかおか げん “以下、ゲン”）が、当時日本と交戦していたアメリカ軍により1945年8月6日に投下された原爆で、父・大吉（だいきち）、姉・英子（えいこ）、弟・進次（しんじ）の3人を亡くしながらも、たくましく生きる姿を描く。

### 第一部

#### ジャンプ掲載期（第一部）

##### 原爆投下前後
舞台は1945年の広島市。戦況の悪化で市民生活が窮乏する中でも、ゲンの一家は家庭菜園の手入れに勤しみ、麦の実りを期待しつつたくましく暮らしていた。だがゲンの父で下駄の絵付け職人である大吉は隣組の竹槍訓練を「こんな事でアメリカに勝てるはずもない」と冷笑するなど、時節柄はばかられる反戦思想を隠そうともしない。そのため中岡家の家族は、町内会長の鮫島や近所から「非国民」扱いされ、納品する下駄を川に投げ込まれたり、麦畑を荒らされるなど様々な嫌がらせを受けた。ゲンの長兄の浩二（こうじ）は周囲の冷たい視線をはね返すため海軍の予科練に志願し、ゲンの次兄の昭（あきら）は、広島市郊外の山間部に疎開に行っていた。昭和20年8月初頭、広島の家に残っていたのは大吉、ゲンの母・君江（きみえ）、ゲンの姉・英子、ゲンの弟・進次、そしてゲンの5人。英子は昭より年上だったが、体が弱かったため疎開できなかった。
昭和20年8月6日朝。小学校の門の前にいたゲンは突然の閃光と爆風で気を失う。偶然にも門の影にいたことで無傷だったが、気が付いてみると町は一面に押しつぶされ、人々は全身の皮が焼け剥がれた姿で呻いている。状況が解らぬまま自宅へもどってみると、自宅も同様に押しつぶされて大吉・英子・進次が木材の下敷きになっている。偶然にも無傷だった君江と再会したゲンは協力して家族を助け出そうとするも果たせず、大吉はゲンに強く生きることを願いつつ、英子や進次とともに火災に巻き込まれ焼け死んでいく。半狂乱となったところを朝鮮人の朴に諭されて避難した君江は、ショックで女児を出産。名前は、友達がたくさんできることを願って「友子（ともこ）」と名づけられた。焼け跡で食料を探すゲンは熱中症で倒れたところを死体と間違われ、救護に訪れた兵隊によって火葬の炎に投げ込まれる。悲鳴を上げたゲンを火中から救い出した兵隊は、誤りを詫びてゲンを救護所へ連れて行こうとするが、途中で血便を垂れ、頭髪が急に抜けるなどの症状の末に急死してしまう。兵士は入市被爆で原爆症を発症していたのだ。やがてゲンの髪も抜け始め、彼は自分も「ピカの毒」で死ぬのではないかと恐怖する。髪の毛が全て抜け落ち坊主頭になったゲンは、道端で拾った消防団の帽子で頭を隠し、友子のための米を調達すべく奔走した。
ゲン達は江波（）在住で君江の友人のキヨの家に身を寄せ新たな生活を始める。しかしそこでは、キヨの姑や子供達からの迫害に甘んじる。そんな折、ゲンは死んだ弟の進次に瓜二つの少年と出会う。その少年、近藤隆太（こんどう りゅうた）は原爆で両親を失い、原爆孤児の仲間と共に、農家から食糧を盗み飢えをしのいでいた。隆太と初めて会ったゲンは、進次が生きていたのではないかと錯覚する。2回目に会った時、隆太は食糧を盗もうとしていたところを百姓に追い回されていた。ゲンは隆太を助け、君江が隆太を育てることになった。それ以降、隆太はゲンや君江を自分の兄や母のように慕い続ける。
ゲンは江波で仕事を探していたところ、地元の資産家・吉田英造に声をかけられる。連れて行かれた家では、全身大やけどの青年が血を吐き血便を垂らし、大量のウジにたかられていた。その青年・吉田政二（よしだ せいじ）は英造の弟で画家志望生だったが、勤労奉仕に出た広島市内で被爆したのである。英造の妻と娘たちは「ピカドンの毒がうつる」という噂を信じて隔離し、ろくに看病もしない。そこでゲンが政二の世話をまかされることになる。両腕は焼けただれて絵も描けず、家族に見捨てられた政二は自暴自棄に陥っていたが、ゲンや隆太の叱咤や励ましに心を開き再起、口で筆をくわえて絵を描くようになる。
政二はゲンに絵画を教える約束をするが、ほどなく原爆症の悪化で死に至る。だが、通夜の後に急に蘇生し、棺桶からはいずり出て「おかゆが食べたい」と兄家族に迫る。しかし、政二の兄家族は恐れおののいて箒で突き飛ばすなど、生前同様に邪険に扱うのだった。夢で虫の知らせを察知したゲンは政二の家に駆けつけたが、正にその時、政二は死んでいた。 被爆した政二を受け入れられず、都合良く世間体ばかり取り繕う家族にゲンの怒りは頂点に達する。政二の火葬はゲンと隆太により、歌を歌いながら明るく天国へ見送った。

##### 戦後
8月15日に終戦を迎えた後、疎開先の昭と予科練に出た浩二が広島の焼け跡に戻り、中岡家は隆太を含めて6人で暮らすようになった。しかし、キヨの姑は息子（キヨの夫）が戦死した悔しさから息子を抱えた君江に一層つらく当たり「家賃を高く払ってくれる人がきた」との理由をつけて一家を追い出してしまう。一家は防空壕跡の洞穴で生活し、その後は、家族で建てたバラックに移り住んだ。ゲンと隆太は食料調達の奔走中、謎の復員兵と出会い、進駐軍駐屯地から死ぬ覚悟でミルクを盗んでくるが、実は復員兵はヤクザで、ミルクは闇市で叩き売りされてしまう。
騙されたことに気がつき怒ったゲンと隆太はヤクザの男2人に鉄パイプで食ってかかるも、返り討ちにあってしまう。隆太は以前にゲンと共に入手した陸軍の武装解除により廃棄されていた拳銃を持ち出してきて2人を殺害。警察に捕まりそうになった隆太は別のヤクザに助けられ、自分が中岡家に戻れば、中岡家まで白い目で見られることを知らされ、ヤクザの道に入る決意をした隆太は、迷惑をかけないようゲンたちの前から姿を消し、ヤクザの子分（鉄砲玉）として仕立て上げられることになる。
隆太との別れから数か月後、ゲンは次兄・昭と久しぶりに学校へ行くようになった。栄養失調に苦しんでいた友子は、ゲンの友人の雨森頑吉（あまもり がんきち、通称・クソ森）の住む集落で暮らす、原爆で孫を失った男性とその仲間達に連れ去られた。男性たちは友子を「お姫さま」と慕い、孤独な自分たちの心の支えとしていた。ゲンは友子を奪い返そうと男性たちと押し問答となる。だが友子も原爆症が発症し、病院で診てもらうが、適切な治療を受けられなければ手遅れと宣告される。ゲンは治療費の10万円を稼ごうと、雨森と共に近所の原爆症で死去した人々の家を訪ねて、お経を唱えるアルバイトを始める。しかし目標の金額には達しなかった。
そんな中、原爆投下前に中岡家の近所に住んでいた朝鮮人の朴（ぼく）と偶然に再会する。戦後、不法な闇市で財を成して資産家になっていた朴は、かつて中岡家から受けた恩義（大吉が朴を差別しなかった）から10万円と缶のミルクをゲンに気前よく渡した。大喜びで帰宅するゲンだったが時すでに遅く、ゲンは昭から友子の死を告げられる。ゲンは死を受け入れることができず、友子にミルクを飲ませようとする。しかしミルクは友子の口元からあふれ出し、友子の死を認めざるを得なくなる。友子の火葬は、ゲン、君江、浩二、昭と朴、雨森に友子を「お姫さま」と慕った男性たちが見守る中で営まれた。火葬の際、ゲンは死んだ友子のために、お経(正信偈、白骨の御文章）を唱えて友子を浄土へ還した。
友子に生を与えた一人者は産婆ではなく、ゲンだった。そして、ゲンは三人兄弟の中で最も友子をかわいがっていた。それだけに友子の死は、母・君江とともにゲンにも大きな精神的ショックをもたらした。友子の死後、丸ハゲだったゲンの頭にも毛が生えはじめ（友子の看病に躍起で頭髪が生え始めていたことに気が付いていなかった）、家の焼け跡に植えた麦も芽を出しはじめ、改めて父の言葉を思い出し、妹の死という失望と絶望の淵から生きる希望へ繋がって行く。

#### 市民・文化評論・教育評論掲載期（第二部）
各編については、『完全版 はだしのゲン』各巻の目次に記載されていた内容に基づいて記載する。

##### 戦後編
その後、ゲンは別れた隆太と学校で再会する。ヤクザの岡内組（岡組と打越組から付けた架空の組織）の鉄砲玉として働いていた隆太には、かつての仲間だったムスビ、ドングリと、勝子（かつこ）が一緒にいた。ヤクザの幹部を夢見ていた隆太だったが、ドングリの死をきっかけにヤクザの世界から足抜けし、絶縁をした。その頃知り合った老人、平山松吉と共に新しい生活を始め、松吉は両親のいない隆太達の父親代わりになる。同年に昭和天皇が広島に訪問しており、それ以降ゲンは天皇の戦争責任を言及するようになる。
そんな折、君江の体も原爆症に蝕まれた。浩二は君江を助けるため、福岡県田川の炭鉱に出稼ぎに行ったが、浩二は働いて得た金で酒びたりとなり、仕送りが全く出来ていなかった。入院させようにも金がなく、どこの病院も断られてしまう。状況打開のため隆太はヤクザの賭場荒らしをして大金を手に入れ、君江は入院することができた。しかし胴元である打山組の組長は激昂、隆太を殺すべく広島市内に包囲網を敷く。逃げ道がないと知ったゲンは病気の身体を圧して現れた君江と共に警察へ行くよう説得して隆太は自首した。

##### 激動編
1948年、原爆投下直後に米をもらいに行った際に出会った、英子そっくりの女性・大原夏江（おおはら なつえ）に再会する。もともと芸妓志望だった夏江は顔に大火傷を負い、それを苦にして何度も死を考えていたが、ゲンの発奮により、勝子と洋裁店を開くという夢を持つようになる。そんな折、松吉が原爆症で死の床に倒れる。隆太は共に脱獄したノロの自分を感化院に入れさせた叔父へ対する復讐に協力し、叔父に奪われた50万円相当の財産を取り返すことに成功する。ノロから分けてもらった財産の一部で朴に頼み（朴はお金は要らないと断った）、松吉の小説『夏のおわり』を自費出版するが、ゲンや隆太達に看取られながらこの世を去った。
ゲン・隆太・ムスビの3人は、松吉の遺作『夏のおわり』を頒布している所をアメリカ軍の兵士に連行され、アメリカ軍基地で日系アメリカ人のマイク・ヒロタ少尉に取り調べられ、ここでゲンは初めてアメリカ人に原爆投下の怒りをぶつけたが、ヒロタ少尉は真珠湾攻撃のことを持ち出し正当化するだけだった（なお実際は、当時広島県を含めた中国及び四国地方を占領下に置いていたのはアメリカ軍ではなくイギリス軍であった）。
ゲン達はアメリカ軍基地の牢屋に監禁されたが、3人が拷問を受けるダメージを少しでも軽減するための訓練をしている所を見たヒロタ少尉に、精神に異常を来たしていると勘違いしたために不必要と判断されたゲン達は、監禁されていた米軍基地から外に連れ出され、置き去りにされる。そのまま広島に戻った3人は、朴の協力で先ほどのアメリカ軍のやり方による反発と自分達の腹癒せにアメリカ軍のジープやトラックを片っ端から破壊する。
アメリカ軍基地から連れ出され、アメリカ軍のジープやトラックを破壊して数日振りに家に帰ったゲンは、母・君江が退院したことに喜びを隠せなかった。しかし、胃癌で、家族には4か月の命と宣告されていた。ゲンは、生前最後の楽しい思い出を作ろうと母・君江の思い出の場所、京都へ旅行させるため、肥え汲みをして金を稼ぐ。京都旅行ができる金額に達した頃、浩二が九州から帰ってくるが、無為に日々を過ごしていた浩二は家に入りづらく、ゲンは自分が稼いだ金を浩二が稼いだものということにして、京都旅行に出発する。しかし旅行中に容態が急変し吐血。君江はゲンたちに看取られながら息を引き取った。火葬の際、君江の遺骨は放射能障害のためか、ほとんどが焼け崩れて残らなかった。君江の死に落ち込んでいたゲンだったが、大吉と君江の幻影に励まされ立ち直った。

##### 自立編・第一部
中学生になったゲンは、戦争を肯定する同級生・相原と最初は衝突するが、実は相原は自分が原爆症で自身の生命がそう長くないことを悟って生きることに対する虚無感を抱いたためで、本心では戦争を憎んでいた。その後、ゲン達と共に戦争反対の行進の列に加わる。

##### 自立編・第二部
洋裁店を開こうと話が順調に進む中、急に夏江が腹痛を訴える。夏江は盲腸で入院となったが、入院した後体調が芳しくなく、手術しても原爆症による白血球の減少で傷口が塞がらなかった。死期を悟った夏江は生きる希望を失っていくが、ゲン達に叱咤激励される。
ゲンの担任の教師・太田は、レッドパージで教師を辞めさせられ、覚醒剤に手を出すまでに絶望していたが、ゲンや隆太や雨森達クラスメート達のお陰で立ち直り、自分の学校を作ることを決意する。
瓦礫の中から材料を集めて建てた家も、広島市の復興計画による道路拡張工事のために、ゲンと隆太の必死の抵抗も空しく取り壊されることになった。そのため、浩二は婚約者の広子と広島市内のアパートで暮らすことになり、昭は繊維問屋の商人になるために大阪へと旅立った。
1950年12月31日、夏江は直腸癌と急性心臓麻痺が原因でこの世を去った。夏江の遺骨をゲンの家の墓に納める過程で、父・大吉の遺志を継ごうと絵描きになることを決意、夏江の遺骨の件で知り合った画家の天野の教えを受ける。しばらくしてゲンは納品間近の看板を壊してしまい、それがきっかけで職人の大月や部下の黒崎と乱闘騒ぎを起こしてしまう。弁償をするため看板屋で働くことになったが、外で仕事をしている姿を天野が見つけ、天野は代わりにゲンが壊してしまった看板へ絵を描く作業をやったのである。看板屋の仕事を手伝うようになった天野は、看板屋の社長に絵の腕を認められ、ゲンが負傷を負わせた社員・大月の代理として雇われる。しかしそれを面白く思わない黒崎が雇ったチンピラの二人組に襲撃されるが、返り討ちにして卑劣な振る舞いをした黒崎を叱りつける。黒崎には原爆孤児になって僧侶に拾われるも奴隷同然にこき使われ、理不尽な暴力を受け続けた過去があり性格がいつの間にか歪んでしまったとゲンに語る。一方、隆太は設立されたばかりの広島カープの応援に熱中する。

##### 青春編
1953年、ゲンは中学を卒業。ゲンはこの頃から髪を長く伸ばし、勝子が仕立てたジャンパーを身に着けたスタイルに一変する。波川中学校の卒業式に出席したゲンは、「君が代」の斉唱が始まる際にと「君が代」を歌うのを止めようとする。ゲンが「君が代」を歌わない理由は、「君が代の『君』は（昭和）天皇のことで、天皇を褒め称える歌である』と指摘し、昭和天皇が戦争犯罪者であることを恐れていた為であった。卒業式では「君が代」に代わる形でゲンの指揮により「青い山脈」を波川中の卒業生全員で合唱した。
式が終わり横道を筆頭とした不良グループからリンチされる教師達をゲンは雨森と救出し、教師達の横暴を叱責する。そして、ゲンは女学生（中学生）の中尾光子（なかお みつこ）に一目惚れをする。しかし、光子は弁償のために働いた看板屋の社長、中尾重蔵の娘だった。ゲンは重蔵と犬猿の仲であり、光子も当初は父親に叱られるのを恐れてゲンと交際するのをためらっていたが、隆太の一喝とゲンの想いを受けて交際を承諾、ゲンは光子との交際を始めた。だが、まもなく光子は原爆による急性白血病で死亡した。これにより軍国主義者の重蔵は自分の愚かさを知り、平和主義者へと転向、漸くゲンと和解する。
ゲンの仲間の1人、ムスビは洋裁店を開くために働いていたが、ふとした夜遊びがきっかけで麻薬中毒となってしまう。麻薬中毒となったムスビは麻薬を買うために、申し訳ないと思いつつも皆で貯めたお金に手を出し、挙げ句使い果たしてしまう。お金が無くなっても（体が）麻薬を欲しがるムスビは、麻薬の売人であるバー「マドンナ」のマスターの自宅に侵入して麻薬を探しているところを見つかり、リンチに遭い死亡する。原爆で孤児となり苦難を共にしてきた大切な親友であるムスビが麻薬中毒そして金儲けの道具にされて殺されたことに隆太は怒り心頭となる。隆太は、バー「マドンナ」に乗り込み、首謀者であるマスターを射殺し、愛人である女給に重傷を負わせ、さらに麻薬売買の胴元であるヤクザを2人射殺した。そして、敵討ちを終えた隆太は自首することを決意するが、刑務所に入るのは間違いで戦争を起こした者たちこそ裁かれるべきだと叫んだゲンと勝子により反対され、東京へと向かう貨物トラックで勝子と共に逃亡する。
ムスビの遺骨を自分の家の墓に納めたゲンは、その後、重蔵、天野、天野の孫の達郎に見送られ、未来に挑戦するために東京へ旅立った。

### 第二部『東京編』
東京移住後を描く予定だった。作者の死後、32ページ分の下書きなどが確認されている。
主なテーマは、被爆者差別や、東京の戦災孤児と戦争の廃絶を目指すなどを予定していた。
『「はだしのゲン」創作の真実』掲載の草稿は、冒頭2ページには絵があるが、以下はコマとネームのみである。内容は東京に着いたゲンが、被爆者と知られて「放射能がうつる」と言われたあと、上野で東京大空襲の被災談を語るコソ泥に全財産を盗み取られるところで終わっている。
ラストでは、絵の修行のため貨物船でフランスに旅立つとされていた。

## スライド上映
1975年（昭和50年）10月4日に開催された広島城北中学校の文化祭で、原作を元に制作したカラースライド151枚を原爆告発スライド「はだしのゲン」が上映された。

## 実写映画
『はだしのゲン』が初めて実写映像化された作品である。製作・脚本・監督は3作品とも現代ぷろだくしょん代表の山田典吾。原作に添った形で脚本が書かれているが、主要人物を演じる俳優やスタッフが各作品ごとに大幅に入れ替わっている。
シリアスなシーンに突然ギャグやコメディが挿入されている（ゲンと隆太が、政二の絵のモデルになった際、『おそ松くん』のイヤミのギャグである「シェー!」のポーズを取る。3作目では、オープニングをミュージカル風にするなど）。またタモリや赤塚不二夫・公開当時人気があったクシャおじさんなどがカメオ出演している。

### はだしのゲン（1976年）
スタッフ
- 製作：山田典吾
- 監督：山田典吾
- 脚本：山田典吾
- 撮影：安承王文
- 美術：育野重一
- 音楽：渋谷毅

出演
- 父・大吉：三國連太郎
- 母・君江：左幸子
- ゲン（元）：佐藤健太
- 弟・進次：石松宏和
- 姉・美子（英子）：岩原千寿子
- 長兄・浩二：小松陽太郎
- 次兄・昭三（昭）：箕島雪弥
- 町内会長（鮫島伝次郎）：曾我廼家一二三
- 町内会長夫人：松井康子
- 朴さん：島田順司
- 岸先生：坂本新兵
- 大里先生：大関優子
- 広瀬先生：梅津栄
- 沼田先生：大泉滉
- 堀川（ガラス屋主人）：牧伸二
- 堀川の妻：堀井永子
- 大西：陶隆司
- 校長：野々浩介
- 特高：草薙幸二郎、江角英明
- 屋敷の主人：吉田義夫

### はだしのゲン 涙の爆発（1977年）
スタッフ
- 製作：山田典吾・山田火砂子
- 監督：山田典吾
- 脚本：山田典吾
- 撮影：小林節雄
- 美術：木村威夫
- 音楽：いずみたく

出演
- 母・君江：宮城まり子
- ゲン（元）：春田和秀
- 隆太：上野郁巳
- 姉・英子：岩原千寿子
- 妹・友子：阿部文子
- 父・大吉：田中浩
- 吉田政二：石橋正次
- 吉田英造：石山雄大
- 吉田ハナ：横山リエ
- 林キヨ：市原悦子
- 林ヨネ：三戸部スエ
- 林松子：横田知子
- 林辰夫：木村陽司
- 美樹子：竹下景子
- 江波の町内会長：ケーシー高峰
- ドングリ：鈴木将之
- ラッキョ：大栗清
- ムスビ：八幡洋文
- タヌキ：長谷川誉
- 信平：加藤淳也
- カッチン：小橋学
- 船頭：藤原釜足
- ダビの母親：岩本多代
- ダビの母親の男の子：増田壮太郎
- 鉄男：上田正雄
- さち子：坂口ひろ子
- さち子の母：田尻晶子
- 国防婦人会員：星野晶子、宮本圭子
- 巡査：福田豊土
- 江波の貸し間の主人：里木佐甫良
- 農家のおかみ：相生千恵子
- 阿藤海
- クシャおじさん

### はだしのゲン PART3 ヒロシマのたたかい（1980年）
スタッフ
- 製作：山田典吾・山田火砂子・内田有作
- 監督：山田典吾
- 脚本：山田典吾
- 撮影：佐藤昌道
- 美術：木村威夫
- 音楽：平尾昌晃

出演
- ゲン（元）：原田潤
- 母・君江：丘さとみ
- 隆太：林泰文
- 長兄・浩二：桜木健一
- 父・大吉：鈴木瑞穂
- 妹・友子：奥山文史
- 野村スミ子：風吹ジュン
- 大場：草野大悟
- 岡内組長：山本麟一
- 朴さん：財津一郎
- 中山少尉：小野進也
- 熊井少尉：にしきのあきら
- 民吉：東野英心
- ホワイトの政：辻萬長
- 鉄：丹古母鬼馬二
- 銀：大泉滉
- 杉作：横山あきお
- 中尾医師：沼田曜一
- 西谷先生：奥忠義
- 内儀：田尻晶子
- おんばあ：麻里千亜子（山田火砂子）
- 三次：深見博
- 文太：玉川長太
- ゴン：梅津栄
- 春：入江若葉
- ドングリ：加藤貴寿
- シンペイ：間崇史
- ムスビ：伊藤巧美
- タヌキ：玉木潤
- カッチン：山越正樹
- 雨森：剣弘紀
- 和尚：ケーシー高峰
- 軍医：平野稔
- 巡査：江戸家子猫
- 男：村上不二夫
- 青塚：赤塚不二夫（特別出演）
- 森田：タモリ（特別出演）

楽曲
- オープニングテーマ「ぼくはハト」
  - 作詞：山田典吾
  - 作曲：平尾昌晃
  - 編曲：若草恵
  - 歌：原田潤
- エンディングテーマ「星になった」
  - 作詞：山田典吾
  - 作曲：平尾昌晃
  - 編曲：若草恵
  - 歌：原田潤

## アニメ映画
本作を原作としたアニメ作品は1983年7月に『はだしのゲン』が、1986年6月に『はだしのゲン2』が公開された。製作はゲンプロダクション、アニメーション制作はマッドハウス。原作者中沢啓治が、漫画や実写映画では描ききれない原爆の実情を表現したいとの意図で一部私財を投じて製作された。
主人公の中岡元役はオーディションによって選ばれ、当時、主人公の中岡元とほぼ同じ年齢の小学生だった広島市出身の宮崎一成が演じた。本作品が宮崎の声優初出演作である。宮崎は『はだしのゲン』では変声期前の幼い声を生かして少年期の、『はだしのゲン2』では変声期中の声で思春期の中岡元役を演じた。また、1作目のみ城達也がナレーションを担当した。
『はだしのゲン』は汐文社単行本版第1 - 4巻（少年ジャンプ連載分）、『はだしのゲン2』は第5 - 7巻（母の死まで）を映像化しているが、ともに約90分という尺に収めるためにエピソード・キャラクターの省略、設定の変更が多くなされている。アニメ版では、原爆投下前のエピソードは大幅にカットされ、長男の浩二、次男の昭、町内会長であった鮫島伝次郎や息子である竜吉等が登場していない。その為浩二の予科練への赴任、昭の疎開先のエピソードなどそれらの人物に関係したエピソードは描写されず、大吉が特高警察に連行され激しい暴行を受けたり、ゲンや英子が学校で職員室に呼び出されるシーンも無く、大吉が周りから当時非国民扱いされる思想を持っていることをゲンが少し語っているくらいである。また、『はだしのゲン2』はアニメオリジナルキャラクターが登場するなど原作から大幅なストーリーが改変されている。原作に登場する悪役的な人物が全く登場しない（上記の鮫島親子や特高警察、国民学校の教師、予科練の少佐や教班長など）。
アニメ作品で描かれた原爆投下による表現描写は、1989年に公開された東映映画『黒い雨』（監督今村昌平）での参考とされた。当初はVHSやベータで映像ソフト化され発売していたものの長らく廃盤となっていたが『はだしのゲン』、『はだしのゲン2』ともに、広島への原爆投下60年忌にあたる2005年8月6日にジェネオンエンタテインメントよりDVD化して発売された。アメリカでもDVDが発売されている。

### あらすじ(アニメ映画)
太平洋戦争の末期である昭和20年(1945年)。国民学校初等科２年の中岡 元(ゲン)は、下駄の絵付け職人である父の大吉と身重の母・君江、姉の英子、弟の進次の５人で広島市に住んでいた。食料確保の為に麦を育てる中岡家の男たち。反戦主義を口にして憚らない父の大吉は、息子たちが麦のように逞しく育つことを望んでいた。
空襲警報が解除され防空壕から出た直後に栄養失調で気を失う君江。ゲンと進次は母に食べさせようと、大きな屋敷の池から鯉を盗んだ。屋敷の主人に見つかり殴られるゲン。だが、母親のためと聞いた主人はゲンたちに鯉を持たせて帰した。
8月6日の朝。進次に軍艦の模型を作ってやり、一緒に川に浮かべる約束をして登校するゲン。小学校の校門まで来た時、B29が投下した原子爆弾が炸裂した。門の石柱の陰にいて熱線の直撃を免れるゲン。瓦礫と化した町と“お化け”のような被災者たちに怯えながら帰宅すると、倒壊した家の柱に挟まれて動けない家族を、母が必死に助けようとしていた。ゲンと君江の力では、とても柱は動かせない。火事が迫る中、大吉はゲンに母を守って逃げるよう頼み、英子や進次と共に炎に呑まれた。
ゲンと共に逃げ、黒い雨が降り出す直前に女の子を生む君江。お乳が出ない君江は“貰い乳”を頼もうと赤ん坊のいる女性を探し回った。ゲンも君江に食べさせる食料を探しに行き、血便を流して髪が抜けた兵隊と出会って救護所に運んだ。治療法も分からず、「ピカのせいだ」と呟く医者。自身も髪が抜け、死ぬのかと怯えるゲン。
玉音放送が流れ敗戦したことも知らぬまま、我が家の焼け跡から父と姉弟の頭蓋骨を掘り出し、敷地に建てたバラックに安置するゲン。ゲンが見つけた焼け残りの米で炊いた雑炊の匂いに釣られて入って来る孤児の隆太。隆太が死んだ進次に瓜二つなのを見たゲンと君江は、彼を引き取った。
友子と名付けた赤ん坊にミルクを飲ませるために仕事を探すゲンと隆太。金持ちから頼まれたのは、原爆で大火傷を負った金持ちの弟の、ウジの湧いた包帯を替える仕事だった。最後までやり遂げて感謝され、約束以上の報酬を貰って、ミルクを買い占めバラックに帰るゲンと隆太。しかし、友子は栄養失調で死んでいた。友子の命と引き換えのように新しい髪が生え、死の恐怖から救われるゲン。
進次のために作ったのと同じ軍艦の模型を作り、上に灯籠流しの灯籠を灯すゲン。君江や隆太と共に船を川に流したゲンは、静かに死者の冥福を祈った。

### スタッフ
はだしのゲン
- 原作・脚本・製作者：中沢啓治

- 監督：真崎守

- 設定：丸山正雄
- 作画監督・キャラクター設計：富沢和雄
- 美術監督：男鹿和雄
- 色彩設計：西表美智代
- 撮影監督：石川欽一
- 編集：尾形治敏
- 音響監督：明田川進
- 効果：倉橋静男（東洋音響）
- 音楽：羽田健太郎
- オープニングテーマ：HARRY 「今すぐ愛がほしい」（作詞：真崎守　作曲：羽田健太郎）
- エンディングテーマ：HARRY「どこから来てどこへ行くのか」（作詞：真崎守　作曲：羽田健太郎）
- 録音：アオイスタジオ
- キャスティング：青二プロダクション
- 現像：東京現像所
- プロデューサー：吉元尊則（汐文社）・岩瀬安輝（マッドハウス）
- 協力：中国放送

はだしのゲン2
- 原作：中沢啓治
- 監督：平田敏夫
- 脚本：高屋敷英夫
- 設定：丸山正雄
- 作画監督・キャラクター設計：さかいあきお
- 美術監督：番野雅好
- 色彩設計：西表美智代
- 撮影監督：石川欽一
- 編集：尾形治敏
- 音響監督：明田川進
- 効果：倉橋静男（東洋音響）
- 音楽：羽田健太郎
- オープニングテーマ&エンディングテーマ：高橋伸明 (作詞：伊藤アキラ　作曲：羽田健太郎)
- 録音：アオイスタジオ
- キャスティング：青二プロダクション
- 現像：東京現像所
- プロデューサー：吉元尊則・岩瀬安輝・田辺昭太郎（広島映画センター）
- 協力：広島映画センター
- 配給：映画センター全国連絡会議

### キャスト
『はだしのゲン』、『はだしのゲン2』共通キャスト
- 元：宮崎一成
- 進次・隆太：甲田将樹
- 大吉：井上孝雄
- 君江：島村佳江

『はだしのゲン』キャスト
- 英子：中野聖子
- 朴：西村淳二
- 政二：森功至
- 英造：青野武
- ハナ：中西妙子
- 主人：北村弘一
- その他：矢田耕司、田中康郎、田中亮一、佐藤正治、頓宮恭子、塩屋浩三、佐久間あい、戸谷公次、安田あきえ、渡辺菜生子ほか

『はだしのゲン2』キャスト
- 政：中村啓

アニメオリジナルキャラクター。アニメ版の隆太は不良化していないため空いた原作の隆太に相当するポジションのキャラクターとして設定された。浮浪孤児のリーダーで元・隆太義兄弟と初めは対立していたが、彼らの優しさに触れて互いに支え合う友人となる。
- 勝子：青山貴美
- 松吾：北村弘一
- ドングリ：山本真人
- カッチン：高木宏司
- ムスビ：佐藤真澄
- 医者：西村淳二
- 先生：青野武
- 警官：大竹宏

- その他：中野聖子、鈴木れい子、頓宮恭子、戸谷公次、田中亮一、堀川亮、松井摩味

### テレビ放送
- 富山テレビ - 1985年8月6日16時 - 17時30分に『はだしのゲン』が放送された[37]。
- 中国放送 - 原爆投下50年の1995年8月5日・6日に昼間のローカル枠で広島県向けの原爆特別番組として『はだしのゲン』・『はだしのゲン2』が放送された[38]。

## 講談
1986年から30年以上にわたって神田香織による講談が各地で公演を重ねられている

## 舞台・ミュージカル・朗読劇
ミュージカルや朗読劇など様々な形で舞台化されているが、中でも、1996年7月に初演が行われた木島恭が脚本・演出を担当したミュージカル公演の戯曲は、海外でも上演され、『ゲンinヒロシマ』として書籍にもなり知名度があり、いくつかの賞も受賞している。
他に、鹿目由紀、岡本光徳、大山浩といった脚本家も、それぞれ脚本を手がけている。

## テレビドラマ
2007年、フジテレビが『千の風になって ドラマスペシャル』の第3弾として企画・制作し、同年8月10日の「金曜プレステージ」と8月11日の「土曜プレミアム」で2夜連続で放映された。『はだしのゲン』のテレビドラマ化は本作品が初めてである。テレビ大分では前編は同時ネットで放送されたが、後編は編成の都合上、11日深夜（12日未明）0:55（3時間55分遅れ）から放送された。テレビ宮崎でも前編は編成の都合上、11日13:00 - 14:52に放送し、後編は同時ネットで放送された。
原爆投下前の広島市街地を広島県福山市と佐賀県武雄市にオープンセットを作って撮影が行われた。また、茨城県高萩市の工場跡地にオープンセットを建て、原爆投下後に廃墟となった広島市街地を再現した。浩二が海軍に出征する時の蒸気機関車のシーンは静岡県の大井川鐵道で行われた。駅舎全景はJR九州鹿児島本線門司港駅を使用。原爆爆発直後の爆風による破壊シーンはCGで表現されている。
物語は浩二の帰還までのストーリーのベースに、エピソードの大幅な整理をしつつ原作の流れにほぼ忠実に展開されたが、尺の都合により次兄の昭や隆太軍団、雨森などの一部登場人物の省略、中岡英子の描写など中沢の自叙伝からの一部引用が行われた。また、隆太がヤクザを射殺する展開がないため、隆太はヤクザになることなく最後まで登場する。原爆投下時の惨状は原作者である中沢から「アニメ映画版のように凄惨な表現にして欲しい」旨の要望があったが、全国放送でのゴールデンタイムでの放送のため、全年齢の視聴者が鑑賞出来るように配慮され、目を背けない程度の描写に留める形で製作された。
本作品では、冒頭とラストには現代の広島平和記念公園を舞台に老年期になった中岡元が登場し、年老いた元が平和公園を訪れ、自らの過去を回想する形で物語が進行していくように表現がなされている。老年期の中岡元が登場するのは原作・映画・アニメを含めて本作品が最初である。
世帯平均視聴率は関東地域で前半18.2%、後半20.5%を記録した（ビデオリサーチ調べ）。2008年1月25日にDVDが発売された。
2025年8月6・7日に、平日午後の単発枠『ハッピーアワー』（関東ローカル）にて再放送された。ただ、7日放送の後編は放送尺の都合により一部シーンをカットした短縮編集版での放送となった。

### キャスト
- 中岡元：小林廉
- 中岡大吉：中井貴一
- 中岡君江：石田ゆり子
- 中岡浩二：中尾明慶
- 中岡英子：小野明日香
- 中岡進次/近藤隆太 二役：今井悠貴
- 警察署長：矢島健一
- ウメ：中島ひろ子
- 浜田警察官：市川勇
- 佐伯司令官：升毅
- 田中校長：鶴田忍
- 沼田先生：大河内浩
- 菊代：さくら
- 医師：小林すすむ
- 豪邸の主人：ト字たかお
- 特高刑事：田中要次
- 林辰夫：山下タクロー
- 林竹子：松浦寿來
- 吉田政二：成宮寛貴（友情出演）
- 林清子：りょう
- 倉田伸介：村田雄浩
- 矢部医師：平田満
- 吉田英造：佐藤B作
- 吉田花子（英造の妻）：深浦加奈子
- 林セツ：左時枝
- 耕作：杉本哲太
- 朴永甫：勝村政信 - 原作と異なり、韓国 (朝鮮)語読みの「パク」と変更され、「永甫」という名前が付けられた。
- 鮫島伝次郎（町内会長）：小野武彦
- 中岡元（現代）/ナレーション：山本學

### 主題歌
- 秋川雅史「千の風になって」（テイチクエンタテインメント）

### スタッフ
- 原作：中沢啓治
- 脚本：君塚良一
- 音楽：佐藤直紀
- 編成：立松嗣章
- 協力プロデューサー：高井一郎（フジテレビ）
- プロデューサー：増本淳（フジテレビ）・小椋久雄（共同テレビ）
- 演出：西浦正記（FCC）・村上正典（共同テレビ）
- 特殊メイクコーディネイト：原口智生
- 造型コーディネイト：若狭新一
- ロケ協力：広島フィルムコミッション、佐賀県フィルムコミッション、いばらきフィルムコミッション、香川フィルムコミッション、武雄市、みろくの里、常総市、高萩市、石岡市、三豊市、丸亀市観光協会、AP&PP高萩事業所、テレビ新広島、サガテレビほか
- 技術協力：ビデオスタッフ、バスク
- 美術協力：フジアール
- 照明協力：東新、AND FILM STUDIO
- スタジオ：渋谷ビデオスタジオ、日活撮影所、府中多摩スタジオ
- 制作協力：共同テレビ
- 制作：フジテレビドラマ制作センター

### 視聴率
|                                                        | 放送日        | 放送時間             | 視聴率 |
| ------------------------------------------------------ | ------------- | -------------------- | ------ |
| 前編                                                   | 2007年8月10日 | 21:00 - 22:52（JST） | 18.2%  |
| 後編                                                   | 2007年8月11日 | 21:00 - 23:10（JST） | 20.5%  |
| 平均視聴率19.3% 視聴率は関東地区・ビデオリサーチ社調べ |               |                      |        |

## 記録映画
2011年、原作者・中沢の生涯を取り上げた記録映画として『はだしのゲンがみたヒロシマ』（石田優子監督）が公開された。この作品は中沢自身の被爆体験のインタビューや、広島市内を実際に訪れたドキュメンタリーと、マンガの原画などを通して核戦争・核兵器の恐ろしさと平和を訴える内容である。

### 出演
- 中沢啓治（本人）
- 聞き手：渡部朋子
- ナレーション：小林さやか

## 作品に対する評価
概要に記した経緯の通り、1980年代から多くの図書館や、小中学校の図書室に置かれた漫画であり、少年少女に広く読まれている。「原子爆弾投下」という現実を学ぶことが出来る、参考書としての側面を持つ漫画作品だという声がある。また、戦争漫画としてだけでなく、戦中戦後の風俗・社会情勢を捉えており、土俗的な描写の巧さについて、呉智英は「作者の中沢啓治が自ら体験したか、間近で見聞きしたのだろう」と推測している。また、呉は中沢の左派的な作品のスタンスについて「稚拙な政治的言葉しか持ちえなくとも、それでも運命に抗う人々の軌跡」だとしている。

### 時代考証
時代考証については誤って表現されている箇所がしばしば見られる。
- 原爆製造・実験時にアインシュタインが立ち会っている。実際にはアインシュタイン自身は科学者のレオ・シラードの勧めによって原子力エネルギーの軍事利用の可能性に触れたアメリカ大統領宛ての手紙（アインシュタイン＝シラードの手紙）に科学者として署名したことは事実であるが、原爆の開発製造には関与していない。作者自身はこの描写についての意図は公表していない。アメリカ合衆国での翻訳出版では別人に修正されている。
- 原子爆弾リトルボーイが落下傘を取り付けられて投下されているが、現在では、落下傘を取り付けずに直接投下されたことが資料などで判明している。ただし、原爆投下直前、原爆の威力を計測するために落下傘に取り付けたラジオゾンデを投下しており、それを目撃した被爆者が「原爆は落下傘に付けられて投下された」と誤認する証言が多かった。原爆の被害を伝えた第一報でも「落下傘つき」という見出しで記事になっている[42]。アニメ版でもこの誤認シーンが使用されている。2007年8月に放送されたTVドラマ版の投下シーンでは史実に従い直接投下する描写になっている。
- 1948年に広島市でアメリカ軍にとらえられ、アメリカ軍基地に連行される描写があるが、当時広島を占領下に置いていたのはアメリカ軍ではなくイギリス軍であった上に、治安維持は広島市警察が行っていた。

### 批判的意見
批判的意見として以下がある。
- 自由主義史観研究会はこの作品の前半を「原爆を語った物語文化の秀作である」としながら、後半については、「原爆投下が日本の降伏を早めた」などのゲンの台詞があることから、久間章生に勝るとも劣らない原爆容認論であると批判した[43]。
- 日本会議[44]、『正論』[45]なども批判をおこなっている。

#### 後半の記述への批判
後半部分には、天皇を「最高の殺人者」呼ばわりしている、中国人が通州事件などで行った特有の残虐行為を日本軍が行ったことに摩り替える描写があるという指摘がある。また『産経新聞』はコラム「産経抄」（2013年8月24日付）で、「ジャンプで連載が打ち切られると、ゲンは、日本共産党系雑誌に、そこも打ち切られると日教組系雑誌に掲載された。根拠のない日本軍の“蛮行”や昭和天皇への呪詛（じゅそ）がてんこ盛りになったのもこのころである」と指摘している。

### 単行本の出版
単行本の出版にも紆余曲折があり、当初の連載元である集英社からは、長い間単行本化されなかった。作者の中沢は「週刊誌は1週間で店頭から消えるが、単行本化すれば後まで残る」として、後々の抗議を恐れたためと生前に述べている。ただし、担当編集者だった山路則隆は前記の通り、（連載終了当時は）単行本化するだけの人気がなかったためとしている。『ジャンプ』連載にもかかわらず、ジャンプ・コミックス版がないのはそのためである。ただし、『ジャンプ』掲載分は、まず1977年に集英社漫画文庫に収録され（集英社漫画文庫版）、さらに2005年にはコンビニ向けの集英社ジャンプリミックスシリーズでも発売されており（SHUEISHA JUMP REMIX版。2005年以降も、複数回にわたり再刊されている）、2014年にはJUMP REMIX版の再刊に合わせ、この続きにあたる部分が中央公論新社より、ChukoコミックLite Special版として『はだしのゲン 第二部』のタイトルで刊行された。全編を収録対象とした単行本は、1975年に汐文社より刊行が開始された（汐文社版）。他に市民社版、翠楊社版、ほるぷ出版版、中公文庫コミック版もある。2013年現在、汐文社版、汐文社愛蔵版、ほるぷ出版版、中公愛蔵版、中公文庫コミック版が発売中である。さらに中公文庫コミック版を基にした電子書籍版もある。上記の通り、集英社漫画文庫版、およびSHUEISHA JUMP REMIX版は『ジャンプ』連載時の内容のみ、ChukoコミックLite Special版はそれ以降の内容のみで構成されており、汐文社版以外は一部の差別用語とされる単語を削除している。

### 「平和学習」
全国各地の小学校・中学校では、夏休みの登校日などに「平和学習教育時間」が設けられているところもあるが、アニメ版「ゲン」はその時に鑑賞する原爆アニメの定番となっていた。特に、「平和教育」の盛んな広島市では、他機関からのフィルムのレンタルによる上映を含めると実に多くの小中学校でゲンが上映されていた。しかし、原爆投下時の熱線や爆風で老人や乳児を含む市民が犠牲となる描写があまりにも残虐なため、トラウマになったという者も多い。そもそも児童にグロテスクな表現を見せることが教育上よいものかとも懸念されており、児童が「平和教育」自体に拒否感を持つに至った事例も報告されている。そのためこのアニメを学校で強制的に鑑賞させることに否定的な意見を持つも多い。現在では描写がよりソフトな「トビウオのぼうやはびょうきです」などの方が好まれる傾向にある(教育現場における「ゲン」の受容に関しては『「はだしのゲン」がいた風景』第五章に詳しい)。
中沢啓治本人は「はだしのゲンのアニメ映画を見たことでトラウマを植え付け、それによって原爆に対して嫌悪感を持ってくれればいい」という旨を語っているほか、自伝でも「泣き叫んだ子供達、ありがとう 君たちは原爆の本当の真実を知ってくれたのだ！」と語っており、原爆によるショックを受けることが原爆の悲惨さ、真実を知ることになるというスタンスである。また、この意見に対しては映画監督のジェームズ・キャメロンも、本作に影響を受け2009年から企画が進行中の広島・長崎の原爆をテーマとした映画『JIGOKU』(仮題)での被爆による殺戮表現を、たとえ目を覆いたくなる映像になろうと、真実から目を背けずに描きたい旨を語っている。
2023年度から、広島市では同市立の小学校、中学校、高等学校で行われている平和学習の教材から はだしのゲンを「漫画の一部を教材としているため、被爆の実態に迫りにくい」などとして削除するとした。

## 閲覧制限問題

### 松江市教育委員会による閉架措置問題
2012年8月、高知県在住の在日特権を許さない市民の会のメンバーより、本作品の10巻に旧日本軍が「中国人の首を面白がって切り落とした」「妊婦の腹を切りさいて中の赤ん坊を引っ張り出した」「女性器の中に一升ビンがどれだけ入るかたたきこんで骨盤をくだいて殺した」といった記述が証拠資料もなしに羅列してあり、「子供たちに間違った歴史認識を植え付ける」として、学校図書室から本作品を撤去する陳情が出された。この陳情は市議会において不採択とされたが、議員の中には陳情内容に同調する意見もあったことから、松江市教育委員会は教育的見地に基づく再検討を行い、2012年12月、『はだしのゲン愛蔵版』（汐文社発行）全10巻を「描写が過激」として、本棚に置かず倉庫に収める閉架措置にするように口頭で要請。市内全49校（当時）のうち本作品全10巻を保有する39の小中学校がこれに応じた。
汐文社の政門一芳社長や京都精華大学マンガ学部の吉村和真教授は、今回の閉架措置による戦争体験の継承の喪失・風化を危惧している。下村博文文部科学大臣は松江市の閉架措置について、子供の発達段階に応じた教育的配慮は必要として、「学校図書の取り扱いについて学校に指示するのは、教育委員会の通常の権限の範囲内」として問題が無いことを述べている。
2013年8月22日、日本図書館協会は『中沢啓治著「はだしのゲン」の利用制限について（要望）』を発表した。同協会は松江市教育委員会による閉架措置が、「図書館の自由に関する宣言」（1979年、総会決議）に違反していると指摘。同宣言では国民の知る自由を保障することを、図書館の最も基本的な任務と位置づけ、図書館利用の公平な権利を年齢等の条件によって差別してはならないこと。また、ある種の資料を特別扱いしたり、書架から撤去するなどの処置の禁止されていることが、同宣言に明記されていると指摘した。
2013年8月26日に開かれた松江市教育委員による臨時会議の結果、「教育委員会が学校に閲覧制限を一律に求めたことに問題があり、子供に見せるか見せないかは現場の判断に任せるべきだ」との意見から、全会一致で閲覧制限の撤回が決定された。
2013年10月に行われた調査では、松江市内の分校を除く49校のうち、はだしのゲンを所蔵する43校中、41校で生徒が自由に閲覧できるようになり、1校が検討中、1校が原則閉架で、所蔵しない学校のうち2学校が生徒の希望であらたに購入を検討していることが明らかになっている。

### 鳥取市立中央図書館における閉架措置
2011年夏、鳥取市立中央図書館において本作を読んだ小学校低学年児童の保護者から、「強姦などの性的描写がある本作を小さな子でも手に取れる場所に置くのはどうなのか」とクレームがあったため、事務室内に別置きする措置を行い、閲覧・貸出は要望があった時のみに制限していた。2013年8月、松江市の閉架問題に関連してこの件が広く報道され、市民から問い合わせが相次いだため、8月21日に緊急に職員会議を開き、「市民の自由な論議の基になる材料を提供するのが図書館の役目である」との理由から閉架措置を撤回し、本作を一般書のコミックコーナーに移した。

### 泉佐野市立小中学校における回収措置
2013年11月、大阪府泉佐野市の千代松大耕市長は作品において「きちがい」「乞食」「ルンペン」などの差別的表現が多く何らかの対応が必要と教育長に伝えた。教育長は市立小中学校全18校の所蔵を調査し、市長の要請として図書室から校長室に移すよう口頭で指示した。2014年1月には、泉佐野市教委は市立小中学校18校のうち蔵書として所有する13校から128冊を回収・保管した。2014年1月23日、市立校長会は「特定の価値観や思想に基づき、読むことさえできなくするのは子どもたちへの著しい人権侵害」として、回収指示の撤回と返却を求める要望書を教育長に提出。これを受け、3月20日、泉佐野市教委は児童生徒に同じ言葉を使わないよう指導する方針を決定し各校に図書を返却した。

## 翻訳
本作品が表現するテーマ性から世界各国でも高い評価を受けており、初期からボランティアの手によって多くの言語に翻訳されている。一説によれば、1977年から大学生のグループによって翻訳された英語版（英題：Barefoot Gen）は、全編が英訳された初の日本漫画である。作者の許諾を得て最初に全訳されたのはボランティアによるロシア語版である。2018年時点で英語とロシア語の他、フランス語版、ドイツ語版、イタリア語版、韓国語版、、スペイン語版、インドネシア語版、タイ語版、エスペラント版、ノルウェー語版、ポーランド語版など24以上の言語に翻訳されている。
金沢市の在住で学生時代にロシア語を勉強していた浅妻南海江は、外国人女性が日本語版を読み涙したのを見て、外国人にも理解できるならと翻訳を思い立ち、中沢に手紙を送ると快諾されたため、後に加わったロシア人を含む8人と共にボランティアで1994年からロシア語への翻訳を開始。2001年に全巻の翻訳が完了するとロシアやウクライナなどロシア語圏の図書館や学校に寄贈する活動を行った。浅妻らは独自に台詞を消去したデータを独自に作成しており、ロシア語版の刊行以降に増えた翻訳希望者にデータを配布している。また普及のためにNPO法人「はだしのゲンをひろめる会」を設立している。
2000年からは英語への翻訳を開始し2004年に全巻の翻訳を完了、2004年9月に第1巻が発行され2007年4月までに第4巻まで、2008年4月-2009年4月までに第8巻までが発行されている。英語版はページの開きが逆であり齣（コマ）の左右並べ替え、台詞を横書き化、吹き出しの大きさ変更などを経て、第9巻、第10巻は2009年10月に発行される。これら全10巻を中沢はバラク・オバマ大統領に贈呈すること考えており「大統領の核兵器をなくそうとの意思が伝わってくる。これを読んで、争いのない地球にしてほしい」と期待感を表明した。
中沢は常に「真珠湾（真珠湾攻撃）を忘れるな」と原爆投下を正当化するアメリカに対して戦争と核兵器の恐ろしさを知って欲しいと訴えており、「まずはアメリカでしっかり読まれてほしい。オバマ大統領にも娘さんたちと一緒にぜひ読んでもらいたい」と述べている。また多くの言語に翻訳されることを喜んでいたという。

## 書誌情報

### 汐文社版
1. 『はだしのゲン』 第1巻 青麦ゲン登場の巻、汐文社、1983年10月（原著1975年5月）。ISBN 4-8113-0030-0。オリジナルの2013年5月3日時点におけるアーカイブ。
2. 『はだしのゲン』 第2巻 麦はふまれるの巻、汐文社、1983年7月（原著1975年）。ISBN 4-8113-0031-9。オリジナルの2013年5月3日時点におけるアーカイブ。
3. 『はだしのゲン』 第3巻 麦よ出よの巻、汐文社、1980年7月（原著1975年）。ISBN 4-8113-0032-7。オリジナルの2013年5月3日時点におけるアーカイブ。
4. 『はだしのゲン』 第4巻 まっすぐ伸びよ青い麦の巻、汐文社、1983年8月（原著1975年）。ISBN 4-8113-0033-5。オリジナルの2013年5月3日時点におけるアーカイブ。
5. 『はだしのゲン』 第5巻、汐文社、1983年1月。ISBN 4-8113-0034-3。オリジナルの2013年5月3日時点におけるアーカイブ。
6. 『はだしのゲン』 第6巻、汐文社、1983年8月。ISBN 4-8113-0035-1。オリジナルの2013年5月3日時点におけるアーカイブ。
7. 『はだしのゲン』 第7巻、汐文社、1982年5月。ISBN 4-8113-0036-X。オリジナルの2013年5月3日時点におけるアーカイブ。
8. 『はだしのゲン』 第8巻、汐文社、1983年8月。ISBN 4-8113-0037-8。オリジナルの2013年5月3日時点におけるアーカイブ。
9. 『はだしのゲン』 第9巻、汐文社、1984年12月。ISBN 4-8113-0038-6。オリジナルの2013年5月3日時点におけるアーカイブ。
10. 『はだしのゲン』 第10巻、汐文社、1987年3月。ISBN 4-8113-0039-4。オリジナルの2013年6月28日時点におけるアーカイブ。
  - 『はだしのゲン』 全10巻、汐文社、1987年3月。ISBN 4-8113-0400-4。オリジナルの2013年8月29日時点におけるアーカイブ。 - 全10巻セット。

### 汐文社ホーム・コミックス版
1. 『はだしのゲン』 1巻、汐文社〈ホーム・コミックス〉、1976年6月。
2. 『はだしのゲン』 2巻、汐文社〈ホーム・コミックス〉、1976年6月。
3. 『はだしのゲン』 3巻、汐文社〈ホーム・コミックス〉、1976年6月。
4. 『はだしのゲン』 4巻、汐文社〈ホーム・コミックス〉、1976年6月。
5. 『はだしのゲン』 5巻、汐文社〈ホーム・コミックス〉、1976年6月。

### 汐文社愛蔵版
1. 『はだしのゲン』 第1巻、汐文社、1988年1月。ISBN 4-8113-0040-8。オリジナルの2013年6月1日時点におけるアーカイブ。 - 愛蔵版。
2. 『はだしのゲン』 第2巻、汐文社、1988年1月。ISBN 4-8113-0041-6。オリジナルの2013年5月3日時点におけるアーカイブ。 - 愛蔵版。
3. 『はだしのゲン』 第3巻、汐文社、1988年1月。ISBN 4-8113-0042-4。オリジナルの2013年5月3日時点におけるアーカイブ。 - 愛蔵版。
4. 『はだしのゲン』 第4巻、汐文社、1988年1月。ISBN 4-8113-0043-2。オリジナルの2013年5月3日時点におけるアーカイブ。 - 愛蔵版。
5. 『はだしのゲン』 第5巻、汐文社、1988年1月。ISBN 4-8113-0044-0。オリジナルの2013年5月3日時点におけるアーカイブ。 - 愛蔵版。
6. 『はだしのゲン』 第6巻、汐文社、1988年1月。ISBN 4-8113-0045-9。オリジナルの2013年5月3日時点におけるアーカイブ。 - 愛蔵版。
7. 『はだしのゲン』 第7巻、汐文社、1988年1月。ISBN 4-8113-0046-7。オリジナルの2013年5月3日時点におけるアーカイブ。 - 愛蔵版。
8. 『はだしのゲン』 第8巻、汐文社、1988年1月。ISBN 4-8113-0047-5。オリジナルの2013年5月3日時点におけるアーカイブ。 - 愛蔵版。
9. 『はだしのゲン』 第9巻、汐文社、1988年1月。ISBN 4-8113-0048-3。オリジナルの2013年5月3日時点におけるアーカイブ。 - 愛蔵版。
10. 『はだしのゲン』 第10巻、汐文社、1988年1月。ISBN 4-8113-0049-1。オリジナルの2013年5月3日時点におけるアーカイブ。 - 愛蔵版。
  - 『はだしのゲン』 全10巻、汐文社、1988年9月。ISBN 4-8113-0408-X。オリジナルの2013年5月2日時点におけるアーカイブ。 - 愛蔵版10巻セット。

### 市民社版
- 『はだしのゲン』 戦後編、市民社、1976年7月。 - 発売：すずさわ書店。

### 集英社漫画文庫版
1. 『はだしのゲン』 1巻、集英社〈集英社漫画文庫 621〉、1977年10月。ISBN 4-08-612621-4。
2. 『はだしのゲン』 2巻、集英社〈集英社漫画文庫 622〉、1977年11月。ISBN 4-08-612622-2。
3. 『はだしのゲン』 3巻、集英社〈集英社漫画文庫 623〉、1977年12月。ISBN 4-08-612623-0。
4. 『はだしのゲン』 4巻、集英社〈集英社漫画文庫 624〉、1978年1月。ISBN 4-08-612624-9。
5. 『はだしのゲン』 5巻、集英社〈集英社漫画文庫 625〉、1978年2月。ISBN 4-08-612625-7。

### SHUEISHA JUMP REMIX版
1. 『はだしのゲン　非国民じゃないぞ編』集英社、2005年7月。ISBN 4-08-109008-4。
2. 『はだしのゲン　ピカドン地獄編』集英社、2005年8月。ISBN 4-08-109018-1。

### 文民社版
1. 『はだしのゲン』 1巻、文民社〈中沢啓治選集 第4巻〉、1977年2月。
2. 『はだしのゲン』 2巻、文民社〈中沢啓治選集 第5巻〉、1977年2月。

### 翠楊社版
1. 『はだしのゲン』 苦闘編、翠楊社〈ベストコミックス〉、1977年5月。
2. 『はだしのゲン』 激動編、翠楊社〈ベストコミックス〉、1978年8月。 - 巻末に『おれは見た』『永遠のアンカー』『いいタマ一本』を収録。

### ほるぷ版 中沢啓治平和マンガ作品集（旧版）
1995年に出版された「ほるぷ版 中沢啓治平和マンガ作品集（改訂版）」と区別するため、（旧版）と記す。「ほるぷ版 中沢啓治平和マンガ作品集（旧版）」では、第1巻から第7巻までと第20巻から第22巻までが『はだしのゲン』全10巻になる。また、第18巻と第19巻が『はだしのゲン』の英語版全2巻になる。
1. 『はだしのゲン 1』 第1巻、ほるぷ出版〈中沢啓治平和マンガ作品集 1〉、1982年7月。
2. 『はだしのゲン 2』 第2巻、ほるぷ出版〈中沢啓治平和マンガ作品集 2〉、1982年7月。
3. 『はだしのゲン 3』 第3巻、ほるぷ出版〈中沢啓治平和マンガ作品集 3〉、1982年7月。
4. 『はだしのゲン 4』 第4巻、ほるぷ出版〈中沢啓治平和マンガ作品集 4〉、1982年7月。
5. 『はだしのゲン 5』 第5巻、ほるぷ出版〈中沢啓治平和マンガ作品集 5〉、1982年7月。
6. 『はだしのゲン 6』 第6巻、ほるぷ出版〈中沢啓治平和マンガ作品集 6〉、1982年7月。
7. 『はだしのゲン 7』 第7巻、ほるぷ出版〈中沢啓治平和マンガ作品集 7〉、1982年7月。
8. 『ユーカリの木の下で』 第8巻、ほるぷ出版〈中沢啓治平和マンガ作品集 8〉、1982年7月。
9. 『いつか見た青い空　上』 第9巻、ほるぷ出版〈中沢啓治平和マンガ作品集 9〉、1982年7月。
10. 『いつか見た青い空　下』 第10巻、ほるぷ出版〈中沢啓治平和マンガ作品集 10〉、1982年7月。
11. 『黒い雨にうたれて』 第11巻、ほるぷ出版〈中沢啓治平和マンガ作品集 11〉、1982年7月。
12. 『ゲキの河　上』 第12巻、ほるぷ出版〈中沢啓治平和マンガ作品集 12〉、1982年7月。
13. 『ゲキの河　下』 第13巻、ほるぷ出版〈中沢啓治平和マンガ作品集 13〉、1982年7月。
14. 『チンチン電車の詩』 第14巻、ほるぷ出版〈中沢啓治平和マンガ作品集 14〉、1982年7月。
15. 『あの街この街』 第15巻、ほるぷ出版〈中沢啓治平和マンガ作品集 15〉、1982年7月。
16. 『オキナワ』 第16巻、ほるぷ出版〈中沢啓治平和マンガ作品集 16〉、1982年7月。
17. 『平和の鐘シリーズ』 第17巻、ほるぷ出版〈中沢啓治平和マンガ作品集 17〉、1982年7月。
18. 『英語版はだしのゲン 上』 第18巻、ほるぷ出版〈中沢啓治平和マンガ作品集 18〉、1982年7月。 - 企画・共同刊行：汐文社。
19. 『英語版はだしのゲン 下』 第19巻、ほるぷ出版〈中沢啓治平和マンガ作品集 19〉、1982年7月。 - 企画・共同刊行：汐文社。
20. 『はだしのゲン 8』 第20巻、ほるぷ出版〈中沢啓治平和マンガ作品集 20〉、1988年8月。
21. 『はだしのゲン 9』 第21巻、ほるぷ出版〈中沢啓治平和マンガ作品集 21〉、1988年8月。
22. 『はだしのゲン 10』 第22巻、ほるぷ出版〈中沢啓治平和マンガ作品集 22〉、1988年8月。
23. 『拝啓青空さん』 第23巻、ほるぷ出版〈中沢啓治平和マンガ作品集 第2集 23〉、1988年8月。
24. 『お好み八ちゃん』 第24巻、ほるぷ出版〈中沢啓治平和マンガ作品集 第2集 24〉、1988年8月。
25. 『野球バカ』 第25巻、ほるぷ出版〈中沢啓治平和マンガ作品集 第2集 25〉、1988年8月。
26. 『悪太郎』 第26巻、ほるぷ出版〈中沢啓治平和マンガ作品集 第2集 26〉、1988年8月。
27. 『男なら勝利の歌を』 第27巻、ほるぷ出版〈中沢啓治平和マンガ作品集 第2集 27〉、1988年8月。
28. 『グズ六行進曲　上』 第28巻、ほるぷ出版〈中沢啓治平和マンガ作品集 第2集 28〉、1988年8月。
29. 『グズ六行進曲　中』 第29巻、ほるぷ出版〈中沢啓治平和マンガ作品集 第2集 29〉、1988年8月。
30. 『グズ六行進曲　下』 第30巻、ほるぷ出版〈中沢啓治平和マンガ作品集 第2集 30〉、1988年8月。
31. 『進め!! ドンガンデン　上』 第31巻、ほるぷ出版〈中沢啓治平和マンガ作品集 第2集 31〉、1988年8月。
32. 『進め!! ドンガンデン　下』 第32巻、ほるぷ出版〈中沢啓治平和マンガ作品集 第2集 32〉、1988年8月。
33. 『げんこつ岩太』 第33巻、ほるぷ出版〈中沢啓治平和マンガ作品集 第2集 33〉、1988年8月。

### ほるぷ版 中沢啓治平和マンガ作品集（改訂版）
「ほるぷ版 中沢啓治平和マンガ作品集（旧版）」および「汐文社版 中沢啓治平和マンガシリーズ」とは収録作品が異なるので区別する必要がある。「ほるぷ版 中沢啓治平和マンガ作品集（改訂版）」では、第1巻から第10巻までの第1期全10巻が『はだしのゲン』になる。
1. 『はだしのゲン 1』 第1巻（改訂版）、ほるぷ出版〈中沢啓治平和マンガ作品集 第1期 1〉、1995年1月。ISBN 4-593-89701-7。
2. 『はだしのゲン 2』 第2巻（改訂版）、ほるぷ出版〈中沢啓治平和マンガ作品集 第1期 2〉、1995年1月。ISBN 4-593-89702-5。
3. 『はだしのゲン 3』 第3巻（改訂版）、ほるぷ出版〈中沢啓治平和マンガ作品集 第1期 3〉、1995年1月。ISBN 4-593-89703-3。
4. 『はだしのゲン 4』 第4巻（改訂版）、ほるぷ出版〈中沢啓治平和マンガ作品集 第1期 4〉、1995年1月。ISBN 4-593-89704-1。
5. 『はだしのゲン 5』 第5巻（改訂版）、ほるぷ出版〈中沢啓治平和マンガ作品集 第1期 5〉、1995年1月。ISBN 4-593-89705-X。
6. 『はだしのゲン 6』 第6巻（改訂版）、ほるぷ出版〈中沢啓治平和マンガ作品集 第1期 6〉、1995年1月。ISBN 4-593-89706-8。
7. 『はだしのゲン 7』 第7巻（改訂版）、ほるぷ出版〈中沢啓治平和マンガ作品集 第1期 7〉、1995年1月。ISBN 4-593-89707-6。
8. 『はだしのゲン 8』 第8巻（改訂版）、ほるぷ出版〈中沢啓治平和マンガ作品集 第1期 8〉、1995年1月。ISBN 4-593-89708-4。
9. 『はだしのゲン 9』 第9巻（改訂版）、ほるぷ出版〈中沢啓治平和マンガ作品集 第1期 9〉、1995年1月。ISBN 4-593-89709-2。
10. 『はだしのゲン 10』 第10巻（改訂版）、ほるぷ出版〈中沢啓治平和マンガ作品集 第1期 10〉、1995年1月。ISBN 4-593-89710-6。
  - 『中沢啓治平和マンガ作品集 第1期』 全10巻（改訂版）、ほるぷ出版、1995年1月。ISBN 4-593-09966-8。 - 全10巻セット。
11. 『ユーカリの木の下で』 第11巻（改訂版）、ほるぷ出版〈中沢啓治平和マンガ作品集 第2期 11〉、1995年1月。ISBN 4-593-89711-4。
12. 『いつか見た青い空（上）』 第12巻（改訂版）、ほるぷ出版〈中沢啓治平和マンガ作品集 第2期 12〉、1995年1月。ISBN 4-593-89712-2。
13. 『いつか見た青い空（下）』 第13巻（改訂版）、ほるぷ出版〈中沢啓治平和マンガ作品集 第2期 13〉、1995年1月。ISBN 4-593-89713-0。
14. 『黒い雨にうたれて』 第14巻（改訂版）、ほるぷ出版〈中沢啓治平和マンガ作品集 第2期 14〉、1995年1月。ISBN 4-593-89714-9。
15. 『ゲキの河（上）』 第15巻（改訂版）、ほるぷ出版〈中沢啓治平和マンガ作品集 第2期 15〉、1995年1月。ISBN 4-593-89715-7。
16. 『ゲキの河（下）』 第16巻（改訂版）、ほるぷ出版〈中沢啓治平和マンガ作品集 第2期 16〉、1995年1月。ISBN 4-593-89716-5。
17. 『チンチン電車の詩』 第17巻（改訂版）、ほるぷ出版〈中沢啓治平和マンガ作品集 第2期 17〉、1995年1月。ISBN 4-593-89717-3。
18. 『あの街この街』 第18巻（改訂版）、ほるぷ出版〈中沢啓治平和マンガ作品集 第2期 18〉、1995年1月。ISBN 4-593-89718-1。
19. 『オキナワ』 第19巻（改訂版）、ほるぷ出版〈中沢啓治平和マンガ作品集 第2期 19〉、1995年1月。ISBN 4-593-89719-X。
20. 『平和の鐘シリーズ』 第20巻（改訂版）、ほるぷ出版〈中沢啓治平和マンガ作品集 第2期 20〉、1995年1月。ISBN 4-593-89720-3。
  - 『中沢啓治平和マンガ作品集 第2期』 全10巻（改訂版）、ほるぷ出版、1995年1月。ISBN 4-593-09967-6。 - 全10巻セット。
  - 『中沢啓治平和マンガ作品集』 全20巻、ほるぷ出版、2001年7月。ISBN 4-593-09475-5。 - 全20巻セット。

### 中公愛蔵版
1. 『はだしのゲン』 第1巻、中央公論社〈Chuko comics〉、1996年6月25日。ISBN 4-12-002581-0。 - 中公愛蔵版。
2. 『はだしのゲン』 第2巻、中央公論社〈Chuko comics〉、1996年7月25日。ISBN 4-12-002582-9。 - 中公愛蔵版。
3. 『はだしのゲン』 第3巻、中央公論社〈Chuko comics〉、1996年8月25日。ISBN 4-12-002583-7。 - 中公愛蔵版。

### 中公文庫コミック版
1. 『はだしのゲン』 1巻、中央公論社〈中公文庫コミック版〉、1998年5月18日。ISBN 4-12-203156-7。
2. 『はだしのゲン』 2巻、中央公論社〈中公文庫コミック版〉、1998年6月18日。ISBN 4-12-203180-X。
3. 『はだしのゲン』 3巻、中央公論社〈中公文庫コミック版〉、1998年6月18日。ISBN 4-12-203181-8。
4. 『はだしのゲン』 4巻、中央公論社〈中公文庫コミック版〉、1998年7月18日。ISBN 4-12-203205-9。
5. 『はだしのゲン』 5巻、中央公論社〈中公文庫コミック版〉、1998年7月18日。ISBN 4-12-203206-7。
6. 『はだしのゲン』 6巻、中央公論社〈中公文庫コミック版〉、1998年8月18日。ISBN 4-12-203229-6。
7. 『はだしのゲン』 7巻、中央公論社〈中公文庫コミック版〉、1998年8月18日。ISBN 4-12-203230-X。
  - 『はだしのゲン』 全7巻、中央公論社〈中公文庫コミック版〉、2010年11月1日。ASIN B002DELAOG。 - 全7巻セット。

### ChukoコミックLite Special版
1. 『はだしのゲン 第二部　原爆症なんかに負けるな編』 1巻、中央公論新社〈ChukoコミックLite Special版〉、2014年8月5日。ISBN 978-4-12-410647-3。
2. 『はだしのゲン 第二部　ゲン十三歳自立編』 2巻、中央公論新社〈ChukoコミックLite Special版〉、2014年8月5日。ISBN 978-4-12-410648-0。
3. 『はだしのゲン 第二部　たくましい麦になれ編』 3巻、中央公論新社〈ChukoコミックLite Special版〉、2014年8月5日。ISBN 978-4-12-410649-7。

### 完全版
上述のコミック版と違い、連載当時の扉ページや惹句(あおり文)も掲載。
1. 『はだしのゲン』 1巻、金の星社〈完全版〉、2019年12月4日。ISBN 978-4-323-06431-4。
2. 『はだしのゲン』 2巻、金の星社〈完全版〉、2019年12月4日。ISBN 978-4-323-06432-1。
3. 『はだしのゲン』 3巻、金の星社〈完全版〉、2019年12月28日。ISBN 978-4-323-06433-8。
4. 『はだしのゲン』 4巻、金の星社〈完全版〉、2020年2月7日。ISBN 978-4-323-06434-5。
5. 『はだしのゲン』 5巻、金の星社〈完全版〉、2020年2月7日。ISBN 978-4-323-06435-2。
6. 『はだしのゲン』 6巻、金の星社〈完全版〉、2020年3月7日。ISBN 978-4-323-06436-9。
7. 『はだしのゲン』 7巻、金の星社〈完全版〉、2020年3月7日。ISBN 978-4-323-06437-6。

### 絵本版
- 『はだしのゲン　絵本』中沢啓治 作・絵、汐文社、1980年8月。ISBN 4-8113-0050-5。オリジナルの2013年5月3日時点におけるアーカイブ。
- 中沢啓治『はだしのゲン ＝BAREFOOT GEN　絵本』（新装・英日版）DINO BOX(出版) 垣内出版(発売)、2013年8月。ISBN 4-9902850-5-0。 - 英語併記。

### 小説版
1. 『はだしのゲン　児童文学版』 上巻、中沢啓治 原作、深沢一夫 作、汐文社、1980年7月。ISBN 4-8113-0051-3。
2. 『はだしのゲン　児童文学版』 中巻、中沢啓治 原作、深沢一夫 作、汐文社、1980年7月。ISBN 4-8113-0052-1。
3. 『はだしのゲン　児童文学版』 下巻、中沢啓治 原作、深沢一夫 作、汐文社、1981年8月。ISBN 4-8113-0053-X。

- アン・ヘリング・尾田長 編訳 編『物語・はだしのゲン』中沢啓治 原作、三友社出版〈Sanyusha new English course〉、1983年7月。

### シナリオ版
- 『ゲンinヒロシマ　物語「はだしのゲン」』中沢啓治 原作、木島恭 脚本・詞、講談社、1999年7月。ISBN 4-06-209537-8。
- 『はだしのゲン　テレビドラマ版』中沢啓治 原作、君塚良一 脚本、田中舘哲彦 構成、ワイズ(出版) 汐文社(発売)、2007年7月。ISBN 978-4-8113-8420-7。
- ゲン・クリエイティブ 編『はだしのゲン誕生　母のゴンドラの唄が聞こえる 舞台シナリオ』中沢啓治 原作、星功一 脚本、柘植書房、1995年8月。ISBN 4-8068-0367-7。 - 「はだしのゲン誕生」関連年表：pp.178-179。

### インドネシア語版
1. Keiji Nakazawa (1996). Gen Si Kaki Ayam: Hadashi no Gen: Sebuah Komik Tentang Hiroshima. Buku Obor. diterjemahkan ke bahasa Inggris oleh Project Gen; alih bahasa Indonesia oleh A. Setiawan Abadi. Jakarta: Yayasan Obor Indonesia. ISBN 9794612332
2. Keiji Nakazawa (1996). Gen Si Kaki Ayam: Setelah Pemboman, Sebuah Komik tentang Hiroshima. Buku Obor 2. penerjemah, Antje Budiana. Jakarta: Yayasan Obor Indonesia. ISBN 9794612499
3. Keiji Nakazawa (1997). Gen Si Kaki Ayam: Kisah Hancurnya Hiroshima, Setelah Bom Atom Dijatuhkan. Buku Obor 3. penerjemah, Antje Budiana. Jakarta: Yayasan Obor Indonesia. ISBN 9794612537
4. Keiji Nakazawa (1997). Gen Si Kaki Ayam: Kisah Hancurnya Hiroshima, Tumbuhlah Gandum. Buku Obor 4. penerjemah, Antje Budiana. Jakarta: Yayasan Obor Indonesia
5. Keiji Nakazawa (1997). Gen Si Kaki Ayam: Kisah Hancurnya Hiroshima, Tumbuhlah Gandum. Buku Obor 5. penerjemah, Antje Budiana. Jakarta: Yayasan Obor Indonesia. ISBN 9794612774
6. Keiji Nakazawa (2001). Gen Si Kaki Ayam: Kisah Hancurnya Hiroshima, Tumbuhlah Terus Tunas Gandum. Buku Obor 6. penerjemah, Antje Budiana. Jakarta: Yayasan Obor Indonesia. ISBN 9794612561
7. Keiji Nakazawa (2001). Gen Si Kaki Ayam: Kisah Hancurnya Hiroshima, Tumbuhlah Terus Tunas Gandum. Buku Obor 7. penerjemah, Antje Budiana. Jakarta: Yayasan Obor Indonesia. ISBN 979461257X
8. Keiji Nakazawa (2001). Gen Si Kaki Ayam: Kisah Hancurnya Hiroshima, Tumbuhlah Terus Tunas Gandum. Buku Obor 8. penerjemah, Papsiana T.Sofyan. Jakarta: Yayasan Obor Indonesia. ISBN 9794612588 - 翻訳者の名前は「Patsiana T.Sofyan」のミスプリント
9. Keiji Nakazawa (2001). Gen Si Kaki Ayam: Kisah Hancurnya Hiroshima. Buku Obor 9. penerjemah, Papsiana T.Sofyan. Jakarta: Yayasan Obor Indonesia. ISBN 9794612596
10. Keiji Nakazawa (2001). Gen Si Kaki Ayam: Kisah Hancurnya Hiroshima. Buku Obor 10. penerjemah, Papsiana T.Sofyan. Jakarta: Yayasan Obor Indonesia. ISBN 979461260X
11. Keiji Nakazawa (2001). Gen Si Kaki Ayam: Kisah Hancurnya Hiroshima. Buku Obor 11. penerjemah, Papsiana T.Sofyan. Jakarta: Yayasan Obor Indonesia. ISBN 9794612618
12. Keiji Nakazawa (2001). Gen Si Kaki Ayam: Kisah Hancurnya Hiroshima. Buku Obor. penerjemah, Papsiana T.Sofyan. Jakarta: Yayasan Obor Indonesia. ISBN 9794612626
13. Keiji Nakazawa (2001). Gen si kaki ayam: kisah hancurnya Hiroshima. Buku Obor. penerjemah, Papsiana T.Sofyan. Jakarta: Yayasan Obor Indonesia. ISBN 9794612634
14. Keiji Nakazawa (2001). Gen si kaki ayam: kisah hancurnya Hiroshima. Buku Obor. penerjemah, Papsiana T.Sofyan. Jakarta: Yayasan Obor Indonesia. ISBN 9794612642
15. Keiji Nakazawa (2001). Gen si kaki ayam: kisah hancurnya Hiroshima. Buku Obor. penerjemah, Papsiana T.Sofyan. Jakarta: Yayasan Obor Indonesia. ISBN 9794612650

### 英語版
- Keiji Nakazawa (Jul 27, 1995). Barefoot Gen: A Cartoon Story of Hiroshima: Vol. 1. Penguin Books Ltd.. ISBN 0-14-025125-1
- Keiji Nakazawa (August 1, 1990). Barefoot Gen: The Day After: Vol.2. Penguin Originals. translated by Dadakai and Project Gen. Penguin Books Ltd.. ISBN 0-14-011809-8

1. Keiji Nakazawa (2004-09-01). Barefoot Gen. Vol. 1: a cartoon story of Hiroshima. translated by Project Gen. San Francisco: Last Gasp. ISBN 978-0-86719-602-3
2. Keiji Nakazawa (2004-09-01). Barefoot Gen. Vol. 2: The Day After. translated by Project Gen. San Francisco: Last Gasp. ISBN 978-0-86719-619-1
3. Keiji Nakazawa (2005-05-01). Barefoot Gen. Vol. 3: Life After the Bomb. translated by Project Gen. San Francisco: Last Gasp. ISBN 978-0-86719-594-1.  オリジナルの2013年6月3日時点におけるアーカイブ。
4. Keiji Nakazawa (2005-10-30). Barefoot Gen. Vol. 4: Out of the Ashes. translated by Project Gen. San Francisco: Last Gasp. ISBN 978-0-86719-595-8
5. Keiji Nakazawa (2008-02-22). Barefoot Gen. Vol. 5: The Never-Ending War. translated by Project Gen. San Francisco: Last Gasp. ISBN 978-0-86719-596-5
6. Keiji Nakazawa (2008-02-22). Barefoot Gen. Vol. 6: Writing the Truth. translated by Project Gen. San Francisco: Last Gasp. ISBN 978-0-86719-597-2
7. Keiji Nakazawa (2009-03-01). Barefoot Gen. Vol. 7: Bones into Dust. translated by Project Gen. San Francisco: Last Gasp. ISBN 978-0-86719-597-2
8. Keiji Nakazawa (2009-03-01). Barefoot Gen. Vol. 8: Merchants of Death. translated by Project Gen. San Francisco: Last Gasp. ISBN 978-0-86719-599-6
9. Keiji Nakazawa (2010-02-01). Barefoot Gen. Vol. 9: Breaking Down Borders. translated by Project Gen. San Francisco: Last Gasp. ISBN 978-0-86719-600-9
10. Keiji Nakazawa (2010-02-01). Barefoot Gen. Vol. 10: Never Give Up. translated by Project Gen. San Francisco: Last Gasp. ISBN 978-0-86719-601-6

### イタリア語版
- Keiji Nakazawa (2014). マルチェッラ　マリオッティ編 Marcella Mariotti. ed. Gen di Hiroshima: Vol. 1　（日本語版の1, 2, 3, 4巻）. Hikari. ISBN 978-88-97846-63-5
- Keiji Nakazawa (2015). マルチェッラ　マリオッティ訳 edited and translated by Marcella Mariotti. ed. Gen di Hiroshima: Vol. 2　（日本語版の5,6,7巻）. Hikari. ISBN 978-88-99086-31-2
- Keiji Nakazawa (2017). マルチェッラ　マリオッティ訳 edited and translated by Francesco Nicodemo. ed. Gen di Hiroshima: Vol. 3　（日本語版の8,9,10巻）. Hikari. ISBN 978-88-99086-69-5

### 韓国語版
1. 나카자와 케이지 (2011-04-30). 맨발의 겐 1. 김송이・이종욱. 아름드리미디어. ISBN 9788988404607
2. 나카자와 케이지 (2000-08-25). 맨발의 겐 2. 김송이・이종욱. 아름드리미디어. ISBN 9788988404614
3. 나카자와 케이지 (2001-03-10). 맨발의 겐 3. 김송이・이종욱. 아름드리미디어. ISBN 9788988404621
4. 나카자와 케이지 (2010-11-25). 맨발의 겐 4. 김송이・이종욱. 아름드리미디어. ISBN 9788988404638
5. 나카자와 케이지 (2002-04-01). 맨발의 겐 5. 김송이・이종욱. 아름드리미디어. ISBN 9788988404645
6. 나카자와 케이지 (2002-04-01). 맨발의 겐 6. 김송이・이종욱. 아름드리미디어. ISBN 9788988404652
7. 나카자와 케이지 (2002-06-20). 맨발의 겐 7. 김송이・익선. 아름드리미디어. ISBN 9788988404669
8. 나카자와 케이지 (2002-06-20). 맨발의 겐 8. 김송이・익선. 아름드리미디어. ISBN 9788988404676
9. 나카자와 케이지 (2002-07-27). 맨발의 겐 9. 김송이・익선. 아름드리미디어. ISBN 9788988404683
10. 나카자와 케이지 (2002-07-27). 맨발의 겐 10 - 완결. 김송이・익선. 아름드리미디어. ISBN 9788988404690